# Klockan klämtar för dig
Klockan klämtar för dig (engelska: For Whom the Bell Tolls) är en roman från 1940 av Ernest Hemingway. Den handlar om Robert Jordan, en amerikansk universitetslärare i spanska. Sedan ett år tillbaka deltar han som gerillasoldat i spanska inbördeskriget. Han blir utsänd av sin överordnade Golz för att spränga en bro. Efter att ha fått kontakt med en gerillagrupp bakom fiendens linjer börjar planerandet.
Romanens titel kommer från en dikt av engelske barocklyrikern John Donne: "...och sänd för den skull aldrig bud och fråga för vem klockan klämtar; den klämtar för dig".

## Handling
Robert Jordan befinner sig tillsammans med Pablos väpnade gerillagrupp bakom fiendens linjer när han träffar María, en ung kvinna vars liv har slagits i spillror av kriget. Samtidigt som Pablo är ovillig att utföra det beordrade uppdraget brinner Jordan för det. Hans pliktkänsla att utföra det livsfarliga uppdraget kolliderar med den nyväckta livslust som väcks inom honom av mötet med María. En stor del av romanen berättas ur Jordans perspektiv och hans minnen av hur han träffade ryssar i Madrid samt hans tankar om sin far och farfar.

## Rollfigurer
- Robert Jordan, (Inglés), amerikan, expert på sprängmedel
- María, den kvinna som Jordan träffar
- Pablo, militär ledare för gruppen
- General Golz, gruppens överordnade chef
- Pilar, Pablos romska hustru
- Anselmo, äldre medlem av Pablos grupp
- Agustín, medlem av Pablos grupp
- Primitivo, gruppens yngsta medlem

## Filmatisering
- Boken filmatiserades 1943 med bland andra Gary Cooper och Ingrid Bergman i två av rollerna.

## Kulturell påverkan
Thrash metal-bandet Metallicas avlidne basist Cliff Burton inspirerades av romanen och skrev tillsammans med de andra medlemmarna låten For Whom the Bell Tolls. Sången återfinns på bandets andra album Ride the Lightning (1984).

## Källhänvisningar
1. ↑  "Ernest Hemingway". NE.se. Läst 29 januari 2015.